# Okręg wyborczy Hedon
Okręg wyborczy Hedon powstał w 1547 r. i wysyłał do angielskiej, a następnie brytyjskiej, Izby Gmin dwóch deputowanych. Okręg obejmował miasto Hedon w East Riding of Yorkshire. Został zlikwidowany w 1832 r.

## Deputowani do brytyjskiej Izby Gmin z okręgu Hedon

### Deputowani w latach 1547-1660
- 1553: John Constable of Burton Constable
- 1554: Thomas Wharton
- 1563–1566: John Constable of Burton Constable
- 1563–1583: Christopher Hildyard
- 1584–1585: Fulke Greville
- 1584–1587: Henry Constable of Burton Constable
- 1588–1611: Christopher Hildyard
- 1601: Matthew Pattison
- 1604–1611: Henry Constable of Burton Constable
- 1610: John Digby
- 1620–1622: Matthew Boynton
- 1620–1622: Thomas Fairfax
- 1624–1629: Christopher Hildyard
- 1640–1651: John Alured
- 1640–1653: William Strickland
- 1659: Thomas Strickland
- 1659: Matthew Alured
- 1659–1660: William Strickland

### Deputowani w latach 1660-1832
- 1660–1660: John Cloberry
- 1660–1680: Hugh Bethell
- 1660–1661: Henry Hildyard
- 1661–1670: Matthew Appleyard
- 1670–1695: Henry Guy
- 1680–1685: William Boynton
- 1685–1689: Charles Duncombe, torysi
- 1689–1695: Matthew Appleyard
- 1695–1695: Charles Spencer, lord Spencer
- 1695–1695: William Trumbull
- 1695–1698: Thomas Frankland
- 1695–1701: Hugh Bethell
- 1698–1702: Anthony Duncombe
- 1701–1701: Robert Bedingfield
- 1701–1702: Robert Hildyard
- 1702–1702: Charles Duncombe, torysi
- 1702–1705: Henry Guy
- 1702–1708: Anthony Duncombe
- 1705–1734: William Pulteney, wigowie
- 1708–1722: Hugh Cholmley, wigowie
- 1722–1722: Daniel Pulteney, wigowie
- 1722–1734: Harry Pulteney, wigowie
- 1734–1739: Francis Boynton
- 1734–1741: George Berkeley
- 1739–1741: Harry Pulteney, wigowie
- 1741–1742: Francis Chute
- 1741–1742: Luke Robinson
- 1742–1744: Algernon Coote, 6. hrabia Mountrath, wigowie
- 1742–1746: George Berkeley
- 1744–1747: George Anson
- 1746–1747: Samuel Gumley
- 1747–1754: Luke Robinson
- 1747–1754: John Savile
- 1754–1776: Charles Saunders
- 1754–1768: Peter Denis
- 1768–1780: Beilby Thompson
- 1776–1780: Lewis Watson
- 1780–1783: Christopher Atkinson
- 1780–1790: William Chaytor
- 1783–1784: Stephen Lushington, wigowie
- 1784–1802: Lionel Darell
- 1790–1796: Beilby Thompson
- 1796–1806: Christopher Atkinson
- 1802–1813: George Johnstone
- 1806–1818: Anthony Browne
- 1813–1818: John Broadhurst
- 1818–1820: Edmund Turton
- 1818–1826: Robert Farrand, wigowie
- 1820–1830: John Baillie, torysi
- 1826–1830: Thomas Hyde Villiers, wigowie
- 1830–1832: Thomas Clifford-Constable, torysi
- 1830–1832: Robert Farrand, torysi